# Jovan Popović (Ruderer)
Jovan Popović (serbisch-kyrillisch Јован Поповић; * 11. Mai 1987) ist ein ehemaliger serbischer Ruderer, der 2006 Weltmeister im Zweier mit Steuermann und 2007 Weltmeisterschaftszweiter im Vierer mit Steuermann war.

## Sportliche Karriere
Popović begann 1997 mit dem Rudersport. 2004 belegte er zusammen mit Goran Todorović den vierten Platz im Zweier ohne Steuermann bei den Junioren-Weltmeisterschaften, 2005 ruderten die beiden auf den fünften Platz. Ebenfalls 2005 siegten Goran Jagar, Cedomir Nikitović, Goran Todorović und Jovan Popović im Vierer ohne Steuermann bei den U23-Weltmeisterschaften. 2006 gewannen Marko Marjanović und Jovan Popović die Silbermedaille im Zweier ohne Steuermann bei den U23-Weltmeisterschaften. Bei den Weltmeisterschaften in Eton siegten Nikola Stojić, Jovan Popović und Steuermann Ivan Ninković im gesteuerten Zweier.
2007 belegte Popović bei den U23-Weltmeisterschaften den fünften Platz im Vierer ohne Steuermann. Bei den Weltmeisterschaften 2007 in München trat Popović in zwei Bootsklassen an: Im Vierer ohne Steuermann ruderte der serbische Vierer ins D-Finale. Der Vierer mit Steuermann mit Marko Marjanović, Jovan Popović, Goran Jagar, Nikola Stojić und Steuermann Saša Mimić erreichte das A-Finale und gewann die Silbermedaille hinter dem US-Vierer. Drei Wochen nach den Weltmeisterschaften in München fanden in Posen die Europameisterschaften statt, dort belegte Popović den fünften Platz im Vierer ohne Steuermann. 2008 erreichte er den sechsten Platz im Vierer mit Steuermann bei den U23-Weltmeisterschaften.
Nach einer längeren Pause trat Jovan Popović 2011 wieder international an. Bei den Weltmeisterschaften 2011 belegte er zusammen mit Nikola Stojić den zehnten Platz. Bei den Europameisterschaften gewannen die beiden Serben Bronze hinter den Griechen und den Italienern. 2014 bei den Europameisterschaften in Belgrad ruderte Popović mit dem Vierer ohne Steuermann auf den zwölften Platz.
Der 1,98 m große Jovan Popović ruderte für Partizan Belgrad.